# Lois Graham
Lois Graham (conocida al principio de su carrera como Lois Graham McDowell o Lois G. McDowell) (1925 - 4 de noviembre de 2013) fue profesora de termodinámica y criogenia. Fue la primera mujer en obtener un doctorado en ingeniería mecánica en los Estados Unidos.
Graham es recordada por su trabajo de toda la vida para atraer a mujeres jóvenes a las carreras de ciencias e ingeniería. Enseñó durante casi 40 años en el programa de Ingeniería Mecánica, de Materiales y Aeroespacial del Instituto Tecnológico de Illinois. Graham fundó el programa Mujeres en la Ciencia y la Ingeniería del IIT, que atraía a estudiantes de secundaria a las carreras de ciencias e ingeniería.

## Primeros años de vida y educación
Graham nació en 1925 y creció en Troy, Nueva York, siendo una de tres hermanos. Al principio quería ser médico, pero no podía permitirse estudiar medicina. Admiradora de Amelia Earhart, Graham también quería ser piloto o azafata de vuelo, pero en aquella época esas profesiones tenían limitaciones de altura de 1,70 m y de peso de 75 kg. "Por desgracia", dijo Graham en una entrevista, "esa carrera se me quedó pequeña". Interesada por la aviación, Graham se planteó la ingeniería aeroespacial, pero, al igual que con la carrera de medicina, no podía permitirse pagar la matrícula.

### Instituto Politécnico Rensselaer
Cuando terminó el bachillerato, en la primavera de 1942, Graham decidió matricularse en una universidad pública para profesores en la cercana Albany, Nueva York. Ese verano, el Instituto Politécnico Rensselaer (RPI), donde enseñaba el padre de Graham, anunció que admitiría por primera vez a estudiantes femeninas y que los hijos de los empleados podrían asistir gratis. Graham se matriculó, primero en clases de verano y luego a tiempo completo, siendo una de las cuatro primeras mujeres admitidas. Siguió un programa acelerado que estaba disponible durante la Segunda Guerra Mundial. Graham se convirtió en una de las dos primeras mujeres en licenciarse en el RPI (promoción de 1946), y en la primera mujer de la universidad en licenciarse en ingeniería mecánica.

### Instituto de Tecnología de Illinois
Tras licenciarse en el Instituto Politécnico Rensselaer, Graham trabajó como ingeniera de pruebas en Carrier Corporation, que abandonó al cabo de 18 meses para cursar un máster. Según Graham, fue rechazada por el MIT (que le pidió "todos y cada uno de los libros de texto que había utilizado cuando estaba en la universidad y cada parte de ese libro de texto que había cubierto"), Caltech (que le envió una postal diciendo: "No aceptamos mujeres") y la Universidad de Illinois (que le dijo: "No podemos aceptar estudiantes de fuera del estado en este momento"), pero el Instituto de Tecnología de Illinois (IIT) le ofreció una plaza de ayudante de cátedra.

Creo que una mujer puede hacer cualquier cosa si quiere. No creo que tenga que dedicarse a una ciencia "más blanda". Es simplemente una cuestión de querer utilizar el cerebro en este tipo de problemas.
Lois Graham

### Títulos
- Licenciatura en Ciencias, Ingeniería mecánica (BSME), Instituto Politécnico Rensselaer, 1946[1]
- Maestría en Ciencias, Ingeniería Mecánica (MSME), Instituto de Tecnología de Illinois, 1949[3]
- Doctor en Filosofía, Ingeniería Mecánica (Ph.D.ME), Instituto de Tecnología de Illinois, 1959[3]

## Carrera profesional

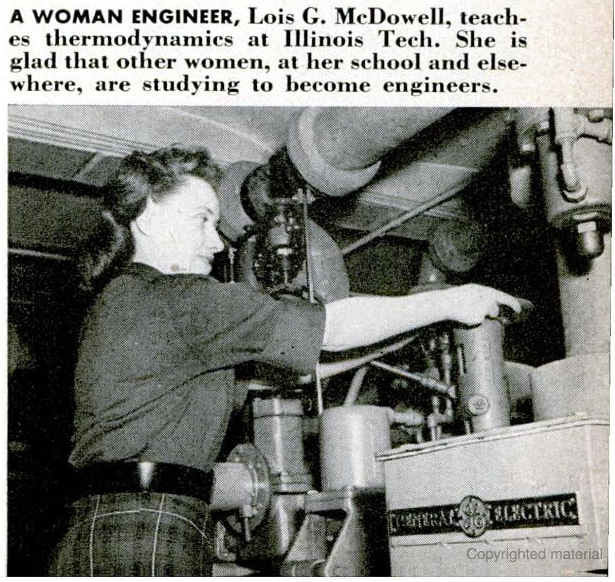
Fotografía de 1953 de Lois Graham en Popular Science

En 1949, Graham se convirtió en la primera mujer docente del departamento de ingeniería del IIT y en la primera estudiante de postgrado aceptada en su programa de Ingeniería Mecánica, de Materiales y Aeroespacial. El IIT tuvo que hacer un ajuste a su llegada: convertir un pequeño armario en un aseo de señoras. Ese mismo año, Graham obtuvo un máster en ingeniería mecánica, siendo la primera mujer del IIT en conseguirlo.
Incluso al principio de su carrera, Graham recibió atención por ser una mujer en un campo dominado por hombres. En septiembre de 1953, apareció en Popular Science, que publicó una foto suya, identificada como "Lois G. McDowell", con el pie de foto: 

UNA INGENIERA, Lois G. McDowell, enseña termodinámica en Illinois Tech. Se alegra de que otras mujeres, en su escuela y en otros lugares, estudien para ser ingenieras.
Popular Science, September 1953

### La SWE ylas mujeres en la ingeniería

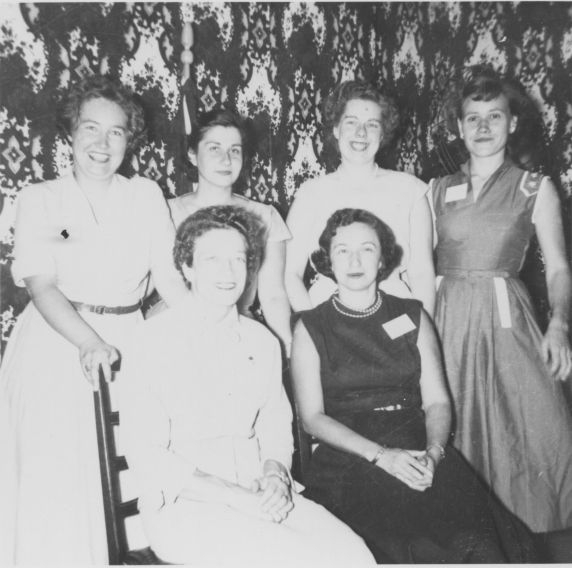
1953 Reunión de la junta directiva de la Sociedad de Mujeres Ingenieras; Lois Graham está de pie, a la derecha.

Graham era miembro vitalicio de la Society of Women Engineers (Sociedad de Mujeres Ingenieras), a la que se unió en 1952, dos años después de su fundación. En la SWE, el trabajo de Graham se centró en aumentar el número de mujeres que seguían carreras de ingeniería, ciencias y matemáticas. Escribió artículos publicados por la SWE en los que abogaba por mejorar el asesoramiento profesional disponible para las jóvenes y por aumentar la contratación de mujeres jóvenes en el campo de la ingeniería para acabar con la escasez de ingenieras en el país. Para reforzar sus argumentos, Graham reunió aliados citando a otras personas influyentes de fuera del mundo académico que habían hablado favorablemente de las mujeres en la ingeniería. Por ejemplo, en un artículo, Graham utilizó una cita de Arthur Sherwood Flemming (entonces Director de la Oficina de Movilización de la Defensa y más tarde Secretario de Sanidad, Educación y Bienestar Social del Presidente Dwight D. Eisenhower), en la que decía: "[N]o tenemos ninguna posibilidad en el mundo de solucionar ese déficit de ingenieros... a menos que consigamos que las mujeres se dirijan a las escuelas de ingeniería". Graham sostenía que las jóvenes no sólo podían ayudarse a sí mismas, sino también a su país, siguiendo carreras de ingeniería.
Graham fue la cuarta presidenta nacional de la SWE desde 1955 hasta 1956. En 1955, la SWE publicó un informe de 40 páginas titulado Women in Engineering (Las mujeres en la ingeniería), destinado a influir en la imagen que el público tenía de las ingenieras. Graham dijo en una entrevista que uno de los primeros títulos que se barajaron para el folleto era "Enaguas y reglas de cálculo". El informe enumeraba los programas de ingeniería acreditados, sus planes de estudios y requisitos previos. También incluía información sobre becas para mujeres, estadísticas sobre las mujeres en el campo de la ingeniería y listas de lecturas sugeridas. La SWE distribuyó el folleto Women in Engineering a más de 400 institutos de secundaria de todo Estados Unidos, así como a facultades y universidades, empresas y organismos gubernamentales, y sociedades de ingeniería. Al final, la entusiasta respuesta hizo que la SWE se quedara sin ejemplares de Women in Engineering, por lo que se publicó una nueva edición en 1958.

### Primera mujer en EE. UU. en obtener un doctorado en ingeniería mecánica
En 1959, Graham se doctoró en el IIT y se convirtió en la primera mujer estadounidense en obtener un doctorado en ingeniería mecánica. Su trabajo doctoral se centró en el campo de la combustión, y su tesis se tituló Efecto de la adición de un combustible a la atmósfera y la llama de difusión circundante.
En 1974, Graham fue nombrada Subdirectora de Ingeniería y Ciencia. Al año siguiente, fue ascendida a profesora titular, un rango poco habitual para una mujer en aquella época. En 1977 fue nombrada Directora del Programa de Educación y Experiencia en Ingeniería del IIT. También fue Directora del Programa de Minorías en Ingeniería del IIT. En 1979, fue nombrada becaria de posgrado de la National Science Foundation. En 1980, recibió el Premio a la Trayectoria Profesional del IIT, y en 1991, el Premio Julia Beveridge del IIT.

### Programa de Mujeres en Ciencias e Ingeniería (WISE) del IIT
En 1981, Graham fundó el programa Mujeres en la Ciencia y la Ingeniería (WISE) del IIT. WISE empleaba a ingenieras de los sectores privado, público y académico, así como a estudiantes universitarias y de posgrado, para que se relacionaran directamente con alumnas de secundaria con el fin de aumentar el número de mujeres matriculadas en programas universitarios de ingeniería. El enfoque de WISE tenía tres vertientes: animar a las alumnas de secundaria en un entorno de apoyo a seguir lo que hoy se denomina carreras CTIM; implicarlas en actividades prácticas que las expusieran a diversos campos relacionados con las matemáticas y la ciencia; y prepararlas para cursar una carrera universitaria de ingeniería asesorándolas en la selección de cursos, solicitudes de admisión a la universidad y cuestiones similares. Se ofrecían programas de otoño, invierno y verano, normalmente gratuitos, en los que las alumnas de secundaria asistían a conferencias universitarias, se relacionaban con estudiantes de ingeniería, profesores y profesionales, y participaban en proyectos prácticos dentro y fuera del laboratorio, como la construcción de un generador o la planificación de una colonia lunar. WISE también informaba a padres, profesores y orientadores sobre las oportunidades que tienen las jóvenes de seguir carreras matemáticas y científicas.

## Jubilación
Después de 39 años en el IIT, Graham se jubiló en 1985 y regresó al norte del estado de Nueva York. El 8 de diciembre de 1999, Graham recibió el premio Persona del Milenio de manos de estudiantes del IIT, un premio que, según Graham, ella "valoraba por encima de todos los demás".
El 6 de junio de 2003, Graham fue entrevistada para el Proyecto de Historia Oral de SWE. El 19 de septiembre de 2003, Graham fue incluida en el Salón de la Fama de RPI. Graham falleció el 4 de noviembre de 2013, a la edad de 88 años. Un obituario en Watertown Daily Times escribió: "Para sus queridos nietos era simplemente 'la abuela Lois'. Pero para miles de ingenieras mecánicas de este país, era una pionera y un modelo a seguir".
En 2010-2011, Graham fue galardonada con una beca de la Asociación Estadounidense de Mujeres Universitarias. También fue nominada para ser homenajeada en el Mes Nacional de la Historia de la Mujer del Proyecto Nacional de Historia de la Mujer en 2013. En 2015, Graham recibió el premio Lifetime Achievement Award del IIT.

## Impacto y legado
Un artículo de 2007 publicado en la Revista Internacional de Educación en Ingeniería Mecánica titulado Mujeres destacadas en ingeniería mecánica describió a Graham como "reconocida por sus contribuciones como educadora en termodinámica y criogenia". El RPI ha escrito que la "carrera académica y profesional de Graham allanó el camino a las mujeres y minorías ingenieras". El IIT la ha descrito como "pionera en el campo de la ingeniería mecánica".
Una estudiante de Graham, Sherita Caesar, recibió el Premio Mujeres en Tecnología 2014 otorgado por Women in Cable Telecommunications (WICT), la Society of Cable Telecommunications Engineers (SCTE) y Cablefax. En una publicación del IIT en la que se anunciaba el premio se afirmaba que Caesar se sintió "inspirada" por Graham, quien "animó a Caesar a enseñar a los demás y a dar a los demás para ayudarla a superar su miedo a presentar su tesis de máster".
Graham también ha sido reconocida por su trabajo en SWE y ASHRAE (donde fue la primera mujer miembro) para mejorar el asesoramiento profesional disponible para las mujeres jóvenes, y por su reclutamiento de mujeres jóvenes en los campos de la ciencia y la ingeniería.

### Premios, distinciones y afiliaciones
- Miembro vitalicio y presidente nacional (1955-1956), Sociedad de Mujeres Ingenieras (SWE)[22][9]
- Miembro graduado de la Fundación Nacional de Ciencias (1979)[23]
- Premio al logro profesional del Instituto de Tecnología de Illinois (IIT) (1980)[3]
- Premio IIT Julia Beveridge (1991)[3]
- Persona del Milenio del IIT (1999)[3]
- Salón de la fama del Instituto Politécnico Rensselaer (2003)[1]
- La Asociación Estadounidense de Mujeres Universitarias nombrada ganadora de una beca (2010-2011)[16]
- Nominada, Proyecto Nacional de Historia de la Mujer Homenajeada por el Mes Nacional de la Historia de la Mujer (2013)[17]
- Premio IIT a la trayectoria (2015)[3]
- Primera mujer miembro de la Sociedad Estadounidense de Ingenieros de Calefacción, Refrigeración y Aire Acondicionado (ASHRAE)[1]
- Miembro de la Sociedad Estadounidense de Ingenieros Mecánicos (ASME)[22]
- Miembro de la Sociedad Estadounidense para la Educación en Ingeniería (ASEE)[22]
- Miembro de la Asociación Estadounidense de Mujeres Universitarias (AAUW)[16]
- Miembro, Phi Tau Sigma[22]
- Miembro, Tau Beta Pi[22]
- Miembro, Sigma Xi[22]

### Apoyo a las artes, la educación y la conservación de la naturaleza.
La necrológica de Graham afirmaba que era una "defensora de las artes, la educación y la conservación de la naturaleza", y que a finales de la década de 1990, Graham y su marido se convirtieron en miembros fundadores de The Wild Center de Nueva York (finalista en 2015 de la Medalla Nacional al Servicio de Museos y Bibliotecas).

## Trabajos seleccionados
- McDowell, Lois G. (September 1953). «Professional Guidance and Education». Journal of the Society of Women Engineers 4 (1): 2-5.
- Effect of adding a combustible to atmosphere surrounding diffusion flame (Tesis). OCLC 45226021.
- Fejér, Andrew; Graham, Lois (1965). Undergraduate Research Participation in Engineering: Report (en inglés). Allyn and Bacon. Archivado desde el original el 21 de noviembre de 2018.
- Graham, L.; Stice, J. (15 de diciembre de 1978). Solar collector storage panel. «American Society of Mechanical Engineers, Winter Annual Meeting, San Francisco, Calif., Dec. 10-15, 1978». American Society of Mechanical Engineers (en inglés). p. 9. Bibcode:1978asme.meetS....G.
- Graham, Lois (June 1985). «A Woman Engineer's Recollection of College». Perspectives on the Professions (Chicago, IL, USA: Center for the Study of Ethics in the Professions (CSEP), Illinois Institute of Technology (IIT)) 5 (1). Archivado desde el original el 21 de noviembre de 2018. Consultado el 21 de noviembre de 2018.